# Birgit Raatz
Birgit Raatz (* 20. Jahrhundert) ist eine ehemalige deutsche Schauspielerin.

## Leben
Birgit Raatz wuchs in der DDR auf.
Sie absolvierte eine professionelle Schauspielausbildung. Sie wirkte von 1979 bis 1983 in einigen Filmen der DEFA und des Deutschen Fernsehfunks mit. Eine Hauptrolle spielte Raatz in dem Film Kein Mann für Zwei. Nach 1983 war sie nicht mehr als Schauspielerin vor der Kamera tätig.

## Filmografie
- 1979: Einfach Blumen aufs Dach
- 1979: Die lange Straße
- 1980: Oben geblieben ist noch keiner
- 1981: Hochhausgeschichten (Fernsehserie, 1 Folge)
- 1981: Capcana mercenarilor
- 1981: Die Söldner-Falle
- 1981: Ein Engel im Taxi
- 1982: Kein Mann für Zwei
- 1983: Spuk im Hochhaus (Fernsehserie, 1 Folge)